# Buenaventura (Colombia)
Buenaventura is een stad en gemeente in Colombia in het departement Valle del Cauca. De stad is de belangrijkste havenstad aan de westkust van Colombia, aan de Grote Oceaan. Meer dan 60 % van de Colombiaanse export gaat via Buenaventura.
De stad, genoemd naar de heilige Bonaventura, werd in eerste instantie op 14 juli 1540 door Juan de Ladrilleros op het Isla de Cascajal gesticht, maar werd in 1600 verwoest door de oorspronkelijke bewoners van die regio. Later is de stad herbouwd. In 2005 telde Buenaventura 292.947 inwoners.
Door drugshandel en de aanwezigheid van guerrilla en paramilitairen staat de stad bekend als zeer gevaarlijk. Het aantal moorden in 2010 was 24 keer hoger dan in New York.

## Geboren
- Astolfo Romero (1957), voetballer
- Freddy Rincón (1966-2022), voetballer en voetbalcoach
- Adolfo Valencia (1968), voetballer

## Galerij

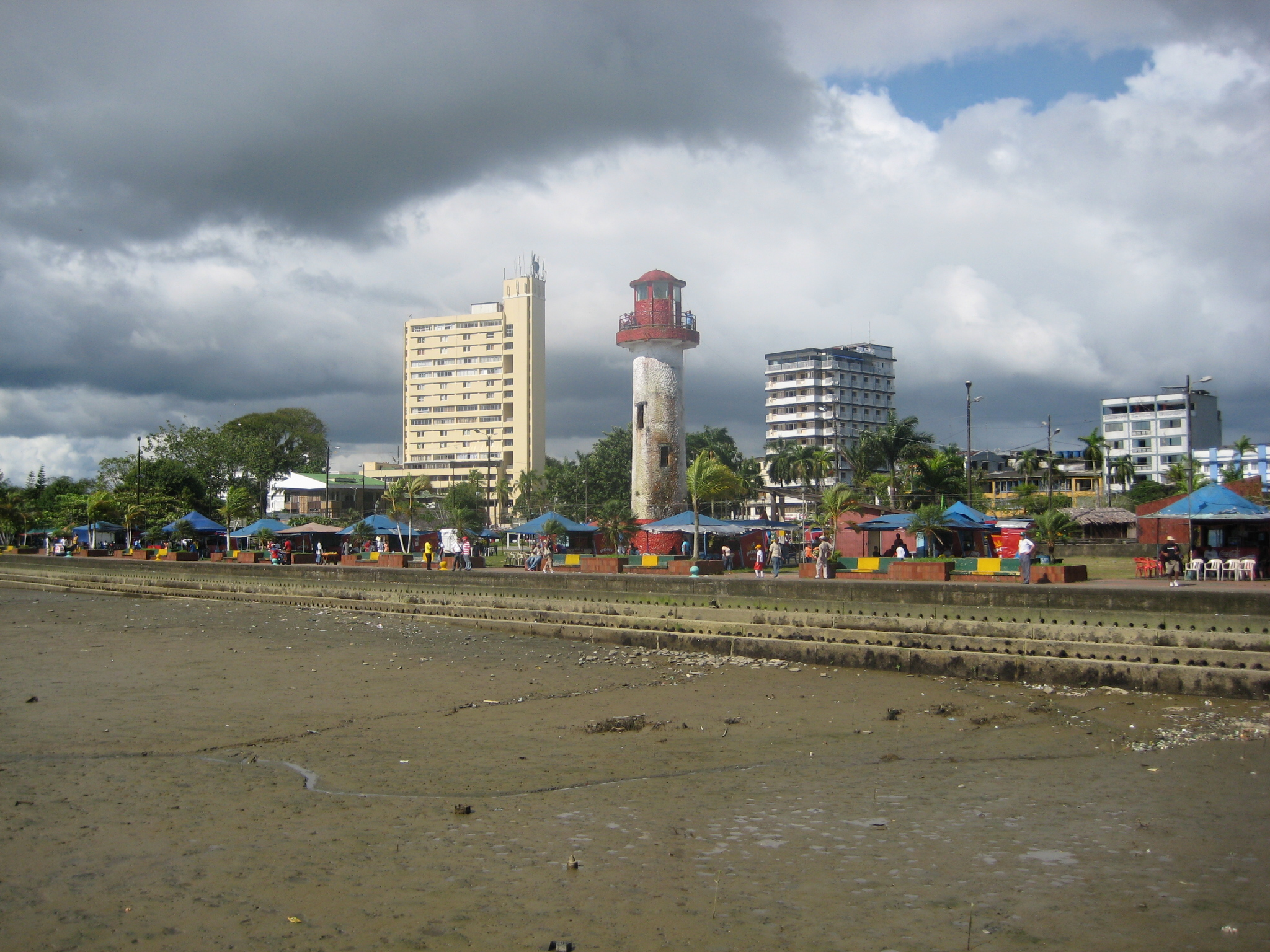
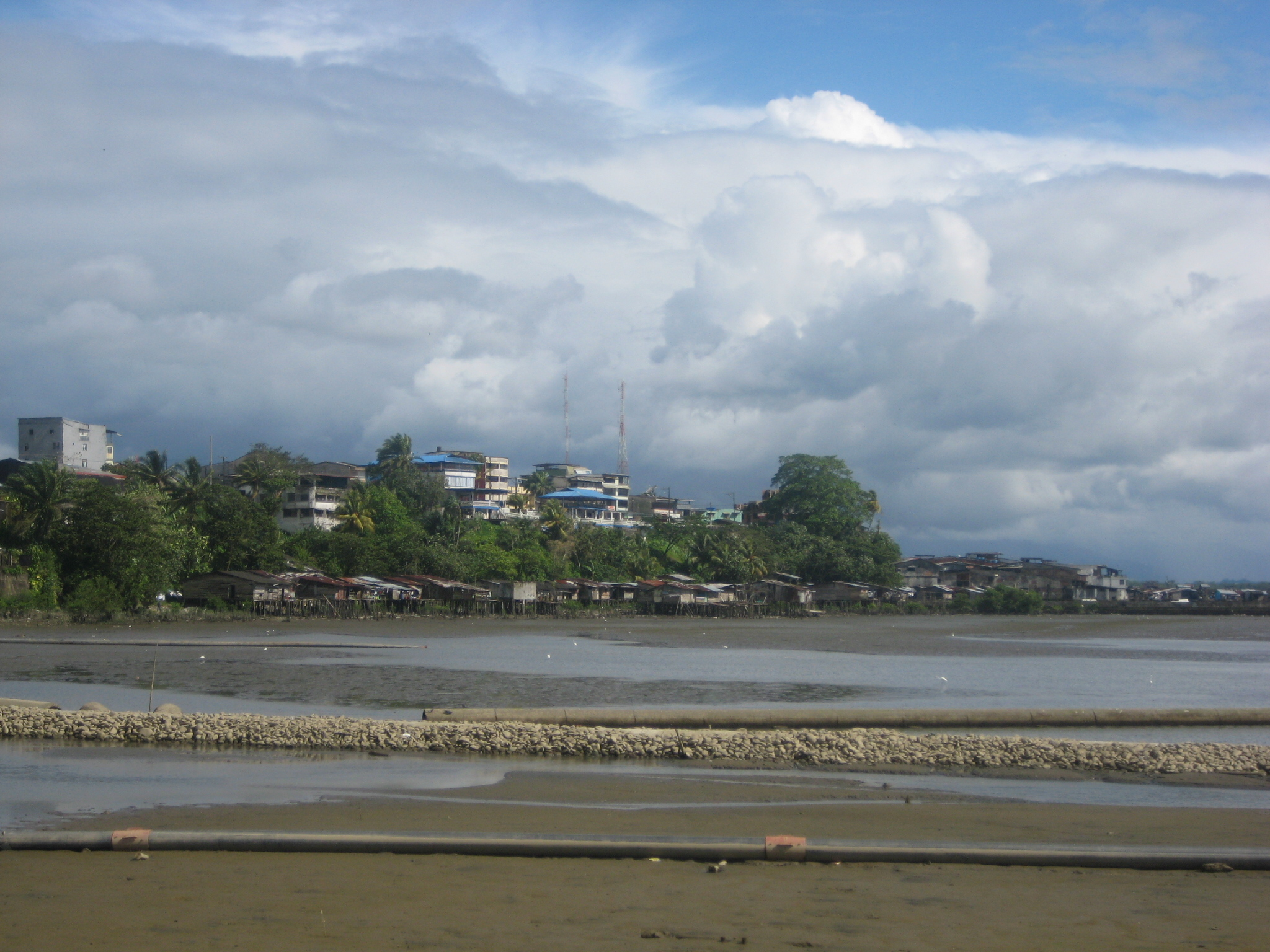
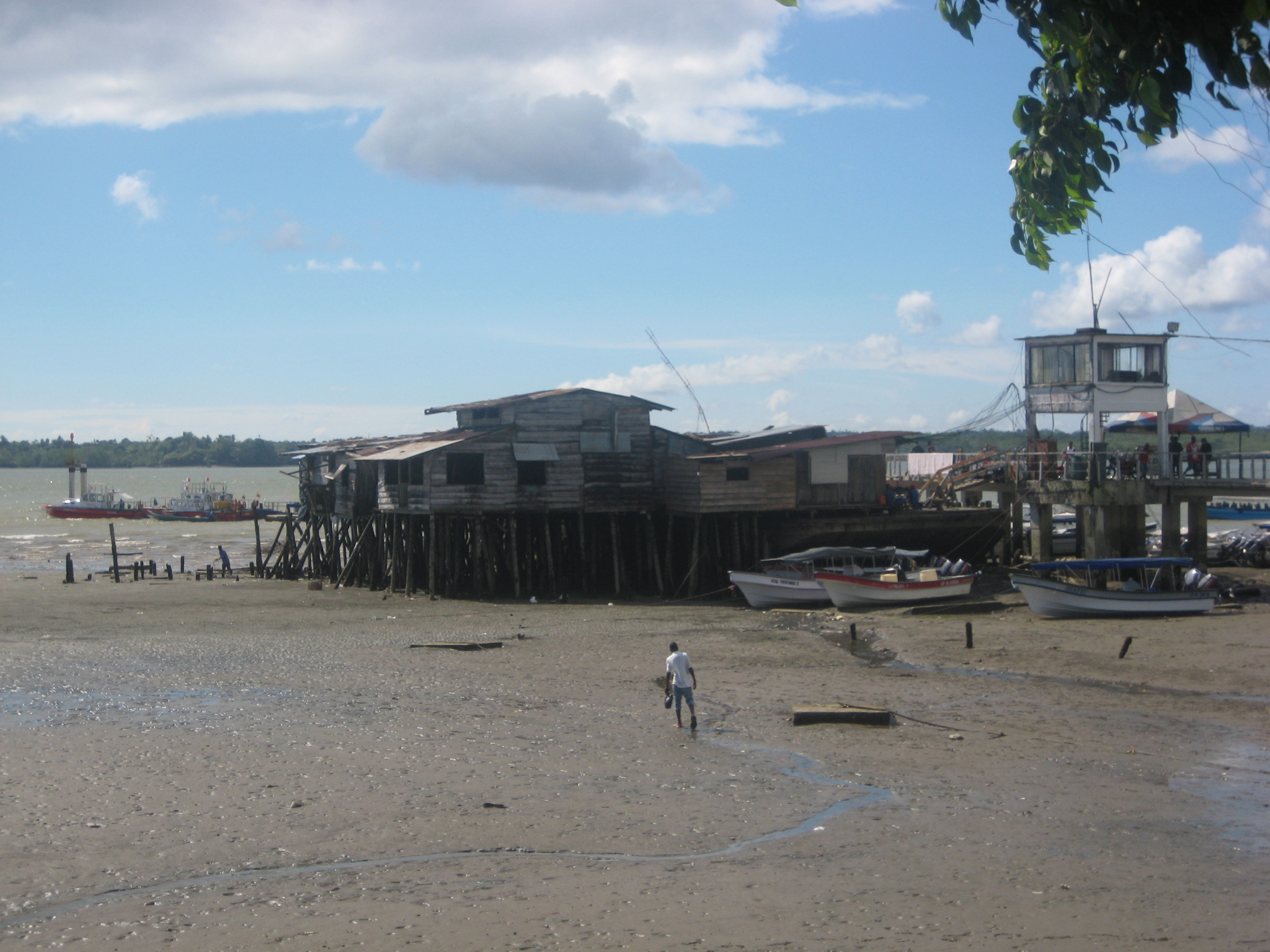
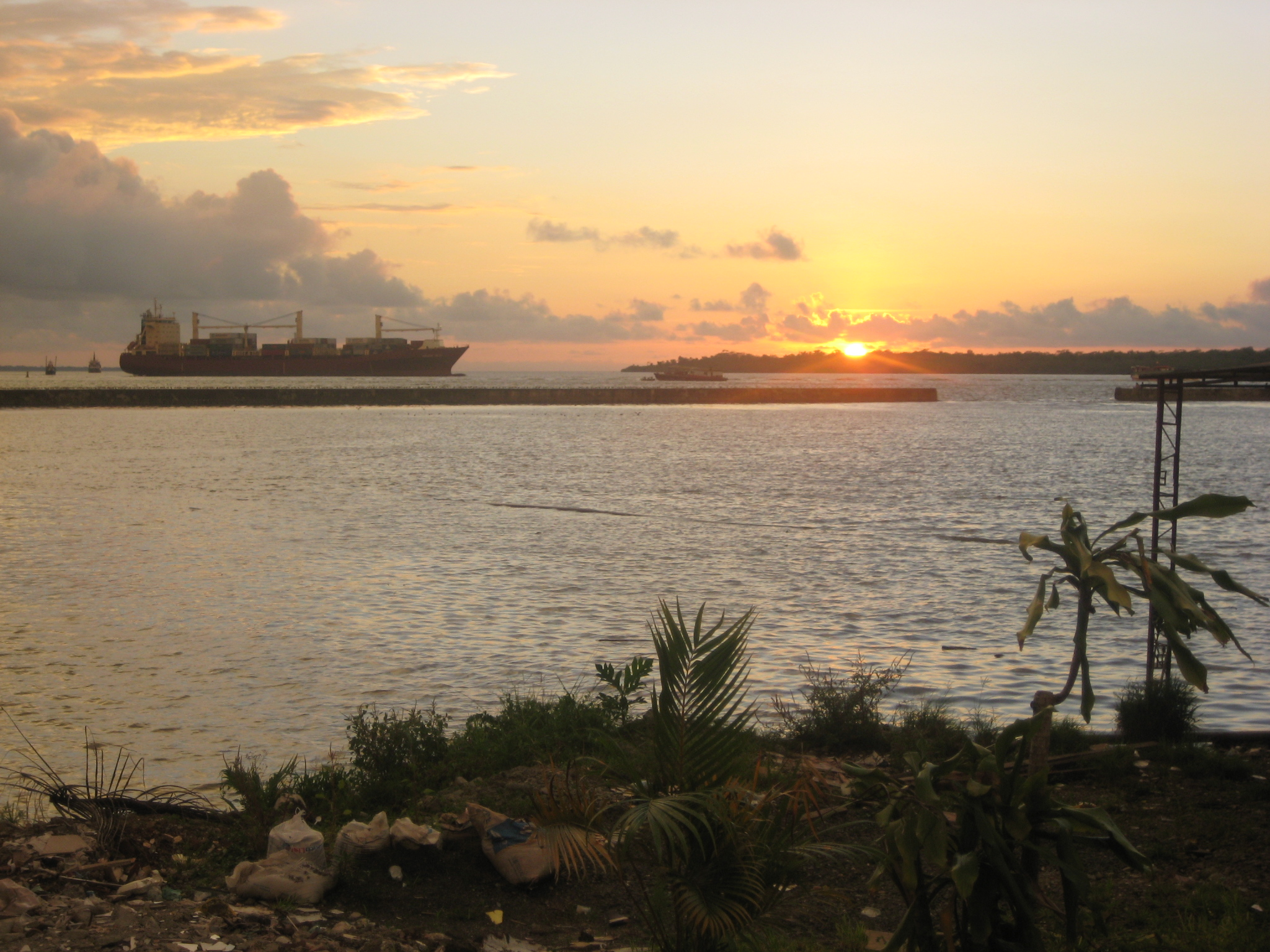
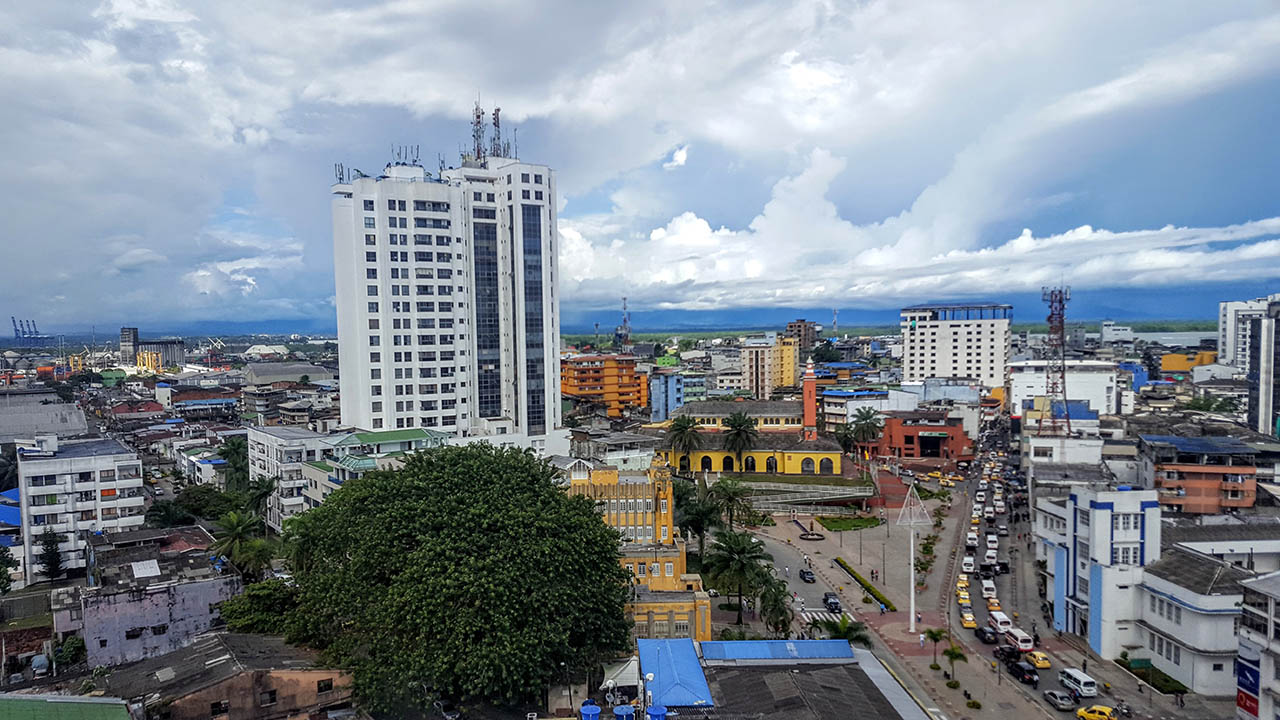